# Здихово (Јастребарско)
Здихово је насељено место у Републици Хрватској у Загребачкој жупанији. Административно је у саставу града Јастребарског. Простире се на површини од 0,77 км2.

## Становништво
На попису становништва 2011. године, Здихово је имало 306 становника.
Према попису становништва из 2001. године у насељу Здихово живела су 302 становника који су живели у 76 породичних домаћинстава. Густина насељености је 392,21 становника на км2
Кретање броја становника по пописима 1857—2001.
| година пописа  | 1857. | 1869. | 1880. | 1890. | 1900. | 1910. | 1921. | 1931. | 1948. | 1953. | 1961. | 1971. | 1981. | 1991. | 2001. |
| бр. становника | 84    | 100   | 133   | 155   | 158   | 187   | 178   | 177   | 207   | 206   | 213   | 218   | 289   | 298   | 302   |

## Попис1991.
На попису становништва 1991. године, насељено место Здихово је имало 298 становника, следећег националног састава:
| Попис 1991.‍ | Попис 1991.‍ | Попис 1991.‍ | Попис 1991.‍ | Попис 1991.‍ |
| ----------- | ----------- | ----------- | ----------- | ----------- |
|             |             |             |             |             |
| Хрвати      | Хрвати      |             | 297         | 99,66%      |
| Срби        | Срби        |             | 1           | 0,33%       |
| укупно: 298 |             |             |             |             |